# Barcelonai-ház
A Barcelonai-ház kifejezés általában az Aragóniai Királyság második királyi dinasztiáját jelöli, de ebből az uralkodói házból, illetve oldalágaiból nem csak Aragónia királyai származtak. A házból származó első aragóniai királynak, II. Alfonznak az apja Barcelona grófja volt, innen ered a királyi ház elnevezése. A királyi Barcelonai-ház azonban nem volt azonos azzal a grófi Barcelonai-házzal, amely a Provence-i Grófságot uralta; II. Alfonz király személyét kivéve, aki I. Alfonz néven provence-i gróf is volt.

## Aragónia királyai, Barcelona grófjai, Valencia királyai és Mallorca királyai, illetve királynője, továbbá Szicília királyai és királynője, a Barcelonai-házból és a ház oldalágaiból

### Aragónia királyai, Barcelona grófjai, valamint Valencia királyai a Barcelonai-házból
- II. Trubadúr Alfonz (1157-1196), a Navarrai-házból származó Petronila (1132-1174) aragóniai királynőnek, és férjének, az Urgell-házból származó IV. Rajmund Berengárnak (1113–1162), Barcelona grófjának (1131–1162), Aragónia hercegének (1137-1162) a fia; uralkodott: 1164-től 1196-ig (Aragónia), (I. Alfonz néven Barcelona grófja, 1164-től 1196-ig; I. Alfonz néven Provence grófja, 1166-tól 1196-ig),[2]
- II. Katolikus Péter (1178-1213) (csatában elesett), az előzőnek a fia, uralkodott: 1196-tól 1213-ig (Aragónia), (egyidejűleg I. Péter néven Barcelona grófja),
- I. Hódító Jakab (1208-1276), az előzőnek a fia, uralkodott: 1213-tól 1276-ig (Aragónia), (egyidejűleg I. Jakab néven Barcelona grófja, I. Jakab néven Mallorca királya: 1231-től 1276-ig, I. Jakab néven Valencia királya: 1238-tól 1276-ig),
- III. Nagy Péter (1240-1285), az előzőnek a fia, uralkodott: 1276-tól 1285-ig (Aragónia), (egyidejűleg II. Péter néven Barcelona grófja és I. Péter néven Valencia királya, továbbá I. Péter néven Szicília királya: 1282-től 1285-ig),
- III. Nagylelkű Alfonz (1265-1291), az előzőnek a fia, uralkodott: 1285-től 1291-ig (Aragónia), (egyidejűleg II. Alfonz néven Barcelona grófja és I. Alfonz néven Valencia királya),
- II. Igazságos Jakab (1267-1327), ez előzőnek az öccse, uralkodott: 1291-től 1327-ig (Aragónia), (egyidejűleg II. Jakab néven Barcelona grófja és II. Jakab néven Valencia királya, I. Jakab néven Szicília királya, 1285-től 1296-ig /lemondott/),
- IV. Jó Alfonz (1299-1336), az előzőnek a fia, uralkodott: 1327-től 1336-ig (Aragónia), (egyidejűleg III. Alfonz néven Barcelona grófja és II. Alfonz néven Valencia királya),
- IV. Szertartásos Péter (1319-1387), az előzőnek a fia, uralkodott: 1336-tól 1387-ig (Aragónia), (egyidejűleg III. Péter néven Barcelona grófja és II. Péter néven Valencia királya),
- I. Vadász János (1350-1396) (vadászaton bekövetkezett balesetben halt meg), az előzőnek a fia, uralkodott: 1387-től 1396-ig (Aragónia), (egyidejűleg I. János néven Barcelona grófja és I. János néven Valencia királya),
- Emberséges vagy Idős Márton (1356-1410), az előzőnek az öccse, uralkodott: 1396-tól 1410-ig (Aragónia), (egyidejűleg I. Márton néven Barcelona grófja és I. Márton néven Valencia királya, II. Márton néven Szicília királya, 1409-től 1410-ig); vele – törvényes ágon – a Barcelonai-ház kihalt.[3]

### Mallorca királyai és királynője az Aragóniai-házból (a Barcelonai-ház oldalágából)
- II. Jakab (1243-1311), I. Hódító Jakab (1208-1276) aragóniai királynak (I. Jakab néven Mallorca királya, 1231-től 1276-ig) a fia (III. Nagy Péter (1240-1285) aragóniai királynak az öccse), uralkodott: 1276-tól 1311-ig (megszakításokkal), vele az Aragóniai-háznak, a Barcelonai-ház oldalágának az uralma kezdődött meg a Mallorcai Királyságban,[4]
- I. Sancho (1274-1324), az előzőnek a fia, uralkodott: 1311-től 1324-ig,
- III. Jakab (1315-1349) (csatában elesett), II. Jakabnak az unokája, Ferdinánd (1278-1316) infánsnak a fia (I. Sanchónak az unokaöccse), uralkodott: 1324-től 1343-ig,[5]
- IV. Jakab (1336-1375), az előzőnek a fia, címzetes (névleges) király 1349-től 1375-ig,
- I. Izabella (1337-1404), az előzőnek a húga, címzetes (névleges) királynő: 1375-től 1404-ig.

### Szicília királyai és királynője az Aragóniai-házból (a Barcelonai-ház másik oldalágából)
- I. (Nagy) Péter (1240-1285), uralkodott: 1282-től 1285-ig (III. Péter néven Aragónia királya, 1276-tól 1285-ig), vele az Aragóniai-háznak (a Barcelonai-ház másik így nevezett oldalágának) az uralma kezdődött meg a Szicíliai Királyságban,[6]
- I. (Igazságos) Jakab (1267-1327), az előzőnek a fia, uralkodott: 1285-től 1296-ig (lemondott), (II. Jakab néven Aragónia királya, 1291-től 1327-ig),
- II. Frigyes (1272-1337), az előzőnek az öccse, uralkodott: 1296-tól 1337-ig,
- II. Péter (1304-1342), az előzőnek a fia, uralkodott: 1337-től 1342-ig (1320-tól az apja mellett társuralkodó),
- I. Lajos (1337-1355), az előzőnek a fia, uralkodott: 1342-től 1355-ig,
- III. (Együgyű) Frigyes (1341-1377), az előzőnek az öccse, uralkodott: 1355-től 1377-ig,
- I. Mária (1363-1401), az előzőnek a leánya, uralkodott: 1377-től 1401-ig,
- I. (Ifjabb) Márton (1376-1409), Emberséges vagy Idős Márton (1356-1410) aragóniai királynak a fia, feleségül vette I. Mária királynőt (aki az első felesége lett), uralkodott: 1392-től a felesége jogán, a feleségével együtt, 1401-től egyedül, 1409-ig,
- II. (Idősebb) Márton (1356-1410), az előzőnek apja, uralkodott: 1409-től 1410-ig (I. Márton néven Aragónia királya, 1396-tól 1410-ig).[7]

## Provence grófjai és grófnői a Barcelonai-házból
- I. Rajmund Berengár (1082-1131), (III. Rajmund Berengár néven az Urgell-házból Barcelona grófja (1097-től 1131-ig); feleségül vette Provence-i I. Dulcia (1090?-1127/1130) grófnőt, Gilbert de Gévaudan (1055?-1111) gróf leányát, Provence örökösét), Provence grófja, uralkodott: 1112-től a felesége jogán, annak halála után egyedül, 1131-ig, vele a grófi Barcelonai-ház – mint az Urgell-ház oldalága – szerezte meg az uralmat a Provence-i Grófságban,
- I. Berengár Rajmund (1115?-1144), I. Rajmund Berengár és I. Dulcia fia, uralkodott: 1131-től 1144-ig,
- II. Rajmund Berengár (1113?-1162), az előzőnek a bátyja, uralkodott: 1144-től 1162-ig (IV. Rajmund Berengár néven Barcelona grófja, 1131-től 1162-ig),
- III. Rajmund Berengár (1135?-1166), I. Berengár Rajmund fia, uralkodott: 1162-től 1166-ig,[8]
- I. Alfonz (1157-1196), II. Rajmund Berengárnak (IV. Ramon (Rajmund) Berengárnak, Barcelona grófjának) a fia, uralkodott: 1166-tól 1196-ig, (II. Trubadúr Alfonz néven Aragónia királya, 1164-től 1196-ig),[9]
- IV. Rajmund Berengár (1158?-1181) (harc közben megölték), az előzőnek az öccse, uralkodott: 1178-tól 1181-ig, mint régens,
- I. Sancho (1161-1223), az előzőnek az öccse, uralkodott: 1181-től 1185-ig, mint régens, az uralkodástól megfosztották,
- II. Alfonz (1180-1209), I. Alfonz (II. Trubadúr Alfonz aragóniai király) fia, uralkodott: 1196-tól 1209-ig (1185-től az apja mellett, társuralkodóként),
- V. Rajmund Berengár (1205-1245), az előzőnek a fia, uralkodott: 1209-től 1245-ig,
- I. Beatrix (1234-1267) az előzőnek a leánya, uralkodott: 1245-től 1267-ig.[10]